# Azoyú
Azoyú là một đô thị thuộc bang Guerrero, México. Năm 2005, dân số của đô thị này là 13448 người.